# 黎子松
黎子松（1915年—1951年12月19日），男，廣東省東莞縣人，中國共產黨員，曾擔任新竹縣立中學國文教師，任教期間成立「社會主義青年大同盟」，因受傅煒亮案之影響組織遭破獲，並判處死刑。

## 生平
黎子松廣東省東莞縣人，1939年抗戰期間即已在東莞加入中国共产党成為黨員，加入游擊隊政訓員，但於同年11月遭上級批評後，以工作繁重為由返回廣州，並就讀广州大学，廣州大學文學系畢業後曾於廣東省英德縣任中學教師，之後，在海康县政府教育科擔任督學及教育科員，1947年9月來台擔任新竹縣立中學國文教師。
由於黎子松思想仍傾向社会主义，而1947至1949年間国共内战，國民政府三大战役全面潰敗後，共軍進一步向臺灣逼近，黎子松於1949年1月成立「社會主義青年大同盟」，並先後吸收鄭詩禮、黃竹櫻、傅如芝、周賢農入會，在新竹期間結識興中書局老闆傅煒亮，傅煒亮係台大機械系肄業生，受同學羅吉月吸收加入省工委學工委台大工學院支部成為共產黨員，並受王超倫領導，由於四六事件後，台大及師院遭到清查，傅煒亮返回故鄉開書局營生，然而傅仍參與台大工學院支部活動，並向書店女員工灌輸社會主義思想，引起其妻之懷疑丈夫外遇而報警，不料竟意外演變成叛亂案，黎子松因與其有聯繫而遭到審訊逮捕。由於黎子松有寫日記的習慣，其日記對於行程交代詳細，警方因此搜捕大量涉案學生，1951年9月8日台灣省保安司令部判決傅煒亮、黎子松死刑，1951年12月19日槍決於台北市水源地刑場。

## 紀念
由於黎子松在獄中驚聞其教過的女學生傅如芝、黃竹櫻等遭到逮捕，寫了一首歌《木棉花又開了》，此曲在監獄中流傳。歌詞目前銘刻於新竹二二八紀念公園和平紀念碑。
近年解密的資料顯示，中國人民解放軍遵照中共中央有關進攻台灣的決策，秘密派出1500多名幹部赴台灣。2013年中國人民解放軍總政治部聯絡部興建無名英雄廣場位於北京西山國家森林公園，為紀念來台灣在1950年代被處決的「隱避戰線烈士」而設立。廣場上立有無名英雄紀念碑，黎子松、傅如芝、傅煒亮皆為烈士，銘刻其上以資紀念。

## 倖存者回憶
由於新竹市立中學受傅煒亮案影響，遭到逮捕的學生不少，根據倖存受難者周賢農的回憶，黎老師與其他科老師教法大異其趣，上課經常講國內外時勢，經由他的介紹在新竹北門的興中書局買到巴金及魯迅的書，思想左傾不少，爾後老師甚至做家庭訪問讓他受寵若驚，但實際上訪談多與課業無關而以思想教育為主，由於黎老師把邀請那些同學參加甚麼活動都寫進日記，日後成為判決的重要依據，讓我很不以為然，有一天，黎老師來我家，邀請我加入社會主義青年大同盟，我不假思索就答應了，他在小紙張上寫了一些誓詞要我跟著唸，然後用打火機燒掉，之後老師要我吸收幾個同學加入....